# Jonathan Malu
Jonathan Malu Mande (* 19. März 1993 in Wiesbaden) ist ein ehemaliger deutsch-kongolesischer Basketballspieler. In der Bundesliga bestritt er 14 Einsätze; die meisten davon (zehn) für Alba Berlin.
Malu wuchs im Rheinland auf und wechselte 2010 zur Nachwuchsmannschaft des Erstligisten Eisbären Bremerhaven. Zwar reichte es für Malu im Trikot der Eisbären für eine Einladung zum All-Star-Game der Nachwuchs-Basketball-Bundesliga (NBBL) 2012 sowie einer Vizemeisterschaft in dieser Nachwuchs-Spielklasse, doch in der professionellen Mannschaft der Eisbären in der höchsten deutschen Spielklasse der Herren kam bis auf ein paar Kurzeinsätze nicht zum Zuge. Im Januar 2014 wechselte Malu zum Altmeister Gießen 46ers in die zweithöchste Spielklasse ProA, wo er für den März 2014 die Auszeichnung als Youngster des Monats erhielt. Mittels einer Doppellizenz war Malu zudem für die Licher BasketBären in der dritthöchsten Spielklasse ProB spielberechtigt.

## Karriere
Zum Ende der Saison 2008/09 hatte Malu drei Einsätze in der Jugendmannschaft des Erstligisten Köln 99ers in der Nachwuchs-Basketball-Bundesliga (NBBL). Nach dem Konkurs der Kölner Erstliga-Mannschaft wechselte Malu zur Spielgemeinschaft des Erstligisten Telekom Baskets Bonn und des Zweitligisten Dragons aus Rhöndorf. Die Mannschaft, die in der jungen Geschichte der NBBL bereits zweimal Teilnehmer des NBBL-Top Four gewesen war, verpasste jedoch eine Spitzenplatzierung 2010. Beim renommierten Albert-Schweitzer-Turnier 2010 war Malu auch im Kader der deutschen U17-Auswahl vertreten, die einen herausragenden dritten Platz im U18-Turnier erreichte; er verpasste aber, wie auch für spätere Junioren-Endrunden, eine Nominierung für die U17-Weltmeisterschaft 2010 in Deutschland. Schließlich wurde Malu 2010 von Hamed Attarbashi, der als Nachwuchstrainer zu den Eisbären Bremerhaven gewechselt war, in die Juniorenmannschaft des Erstligisten an die Nordseeküste gelockt. Nachdem Malu bereits eine Nominierung für das All-Star-Game der NBBL 2012 im Rahmenprogramm des Bundesliga-All-Star-Games bekommen hatte, erreichte er mit den Junior Eisbären das Endspiel im NBBL Top Four 2012, das jedoch gegen den TSV Tröster Breitengüßbach verloren ging, den Nachwuchs des damaligen deutschen Meisters Brose Baskets.
Seinen ersten Einsatz in der höchsten deutschen Spielklasse der Herren hatte Malu in der Bundesliga-Spielzeit 2011/12 für die Eisbären im Dezember 2011 absolviert. Nachdem in der folgenden Saison 2012/13 ein weiterer Kurzeinsatz hinzugekommen war, kam Malu, der ansonsten in der Regionalliga für den Stammverein BSG Bremerhaven aktiv war, in der Saison 2013/14 zunächst nur auf zwei weitere Kurzeinsätze, bevor er im Januar 2014 zu den Gießen 46ers in die zweithöchste Spielklasse ProA wechselte. Bei den Gießenern, die sich nach einer drohender Insolvenz und dem erstmaligen Abstieg aus der höchsten Spielklasse mit einer Vielzahl junger deutscher Spieler im Neuaufbau befanden, konnte sich Malu gleich Spielanteile sichern und erhielt für seine Leistungen die Auszeichnung als Youngster des Monats März 2014. Die 46ers erreichten den vierten Hauptrundenplatz und verloren die über den Aufstieg entscheidende Play-off-Halbfinalserie gegen den Hauptrundenersten und späteren Play-off-Sieger BG Göttingen. In der folgenden Saison hatte Malu als Juniorenspieler mit einer Doppellizenz ausgestattet auch vier Einsätze für die Kooperationsmannschaft BasketBären aus Lich in der dritthöchsten Spielklasse ProB. Er stand je Begegnung knapp mehr als 20 Minuten auf dem Feld und marschierte mit seiner Mannschaft, ungeschlagen durch die Playoffs in die Bundesliga zurück. Er verließ Gießen nach insgesamt 20 Einsätzen (3,4 Punkte/Spiel).
In der Saison 2015/16 spielte Malu für die RheinStars Köln in der ProA. In 27 Saisoneinsätzen verbuchte er für den Liganeuling im Schnitt sechs Punkte sowie 4,5 Rebounds pro Begegnung. Er verließ die Kölner nach der Saison und wurde Ende Juli 2016 vom Bundesligisten Alba Berlin mit einem Einjahresvertrag ausgestattet. Seine Einsatzzeiten in der Hauptstadt-Mannschaft waren gering: Im Verlauf des Spieljahres 2016/17 stand er in zehn Bundesliga-Spielen für die Berliner auf dem Feld und erzielte insgesamt vier Punkte im Saisonverlauf. Mitte August 2017 wechselte Malu zum Zweitligisten Ehingen/Urspring. Für Ehingen erzielte er während des Spieljahres 2017/18 im Mittel 7,7 Punkte sowie 6,4 Rebounds je Begegnung, verpasste mit der Mannschaft aber den Klassenerhalt in der 2. Bundesliga ProA. Durch Kölns Rückzug hielt Ehingen nachträglich doch die Klasse, Malu wechselte in der Sommerpause 2018 zu den Artland Dragons nach Quakenbrück.
Im November 2017 wurde er in die Nationalmannschaft der Demokratischen Republik Kongo berufen und nahm mit ihr an der Qualifikation für die Weltmeisterschaft 2019 teil.
Im Dezember 2023 beendete Malu seine Karriere aufgrund anhaltender Knieprobleme.